# Barry Wilmont
Barry Lereng Wilmont (født 17. januar 1936 i East St. Paul, Manitoba, Canada), er en dansk-canadisk kunstner, uddannet fra Det Kongelige Danske Kunstakademi i København på Billedhuggerskolen under professor Mogens Bøggild 1966-69 og på Skolen for Mur og Rum hos Professor Dan Sterup-Hansen 1969-72.Tildelt Dansk statsborgerskab i 1971.
Barry Lereng Wilmont udførte i 2012 en cire perdue støbt bronzemedalje (diameter 85 mm) for Dan Turèll Selskabet. Medaljen bærer advers et portrait af Dan Turèll og revers forfatterens IBM skrivemaskine, en bogreol og en udstoppet grib med henvisning til forfatterskabet og den årlige skatteudpantning Dan Turèll oplevede. Forfatteren Astrid Saalbach modtog i 2012 som den første medaljen. Han har udført flere cire perdue-støbte medaljer i bronze og sølv som er indgået i Den Kongelige Mønt- og Medaillesamling  og British Museums samling.  Sin første medalje udførte og støbte han på Billedhuggerskolen i 1967. Den indgik samme år i  generalguvernørens medalje samling i Rideau Hall i Ottawa, Ontario, Canada.
I København  har han udstillet i Kunstforeningen på Gl. Strand 1977. Henrik Kampmanns Galleri 1980, 1981 og 2005,  og i 1984 på Sofienholm  (Goethe i Kongo) i Lyngby. Af udsmykningsopgaver skal nævnes: Panum Instituttet et 15 m × 3 m polykromt relief Vildsvinejagten udført i 1999-2000 og Bassin i hvidt og blåt i Klostergårdens passage i København og Den Cimbriske Frise et polykromt relief 10 m × 2,80 m til Skødstrup skole i Jylland. Glasmaleri (2 m × 6 m) Figurer i Arkaisk Landskab og 15 malerier Ingen Vej Tilbage til Vingstedcentret, Vejle. Han er præsenteret i danske og udenlandske museer og har på eget forlag Pavillon Neuf Private Press udgivet grafiske særudgaver. Han har modtaget legater fra Mogens Poulsens Mindelegat, August Stinus Fonden, Brandt Brandtved Fonden, Henry Heerups Hæderslegat, Forfatterforeningens Rejselegat, Konsul George Jorck & Hustru Emma Jorcks Legat, Professor, billedhuggeren Gotfred Eickhoff og hustru, maleren Gerda Eickhoffs Fond, Grosserer L.F. Foghts Fond, og i 2017 modtog han Forening for Boghaandværks hædersbevis for sine bogudgivelser.
Barry Lereng Wilmont har siden 1990 været medlem af Eventyrernes Klub. Han er medlem af Kunstnersamfundets malersektion, Akademirådet. I 2008 blev han optaget i Canadian Who's Who.